# Janusz Wojciechowski
Janusz Czesław Wojciechowski (pronunciado /januʂ ʈ͡ʂɛswav vɔjt͡ɕɛxɔfskʲi/; n. Rawa Mazowiecka, 6 de diciembre de 1954) es un magistrado y político polaco, licenciado en Derecho por la Universidad de Łódź.En 2019 fue designado comisario europeo de Agricultura en la Comisión Von der Leyen, siendo miembro del Partido de los Conservadores y Reformistas Europeos.
En Polonia, fue miembro del Sejm en la segunda (1994-1995) y cuarta legislatura (2001-2004), presidente de la Oficina Superior de Auditoría (Najwyższa Izba Kontroli, 1995-2001) y vicemariscal del Sejm (2001-2004)..
Fue miembro del Parlamento Europeo entre la quinta y la octava legislatura (2004-2016) como representante de la circunscripción de Łódź, primero por el Partido Piast y, desde 2010, por Ley y Justicia. En 2016 dejó el Parlamento Europeo para formar parte del Tribunal de Cuentas Europeo.